# Sindrom belega nosu
Sindrom belega nosu, s kratico WNS (iz angleškega izraza white-nose syndrome) je glivna bolezen, ki prizadene severnoameriške netopirje, in je odgovorna za dramatičen upad števila osebkov netopirjih populacij ZDA in Kanade. Do leta 2018 naj bi za tem bolezenskim stanjem poginilo že več milijonov netopirjev. Bolezen je svoje ime dobila po karakteristični beli glivni tvorbi, ki se razraste na ustnem predelu in prhutih hibernirajočih netopirjev. Stanje so prvič zapazili februarja leta 2006 na fotografiji obolelega netopirja iz jame v New Yorku. Od takrat dalje se je sindrom belega nosu zelo hitro širil. V začetku 2018 so stanje prepoznali v 33 zveznih državah ZDA in sedmih kanadskih provincah; glivo brez sindroma pa še v treh dodatnih. Večina primerov se pojavlja v vzhodnih predelih ZDA in Kanade (priložnostni tudi drugje). Leta 2019 so glivo našli še v Kaliforniji, sindrom belega nosu pa tam še ni bil zabeležen.
Bolezensko stanje povzroča gliva vrste Pseudogymnoascus destructans, ki kolonizira netopirjo kožo. Za zdaj ni poznanih zdravil ali postopkov zdravljenja, hkrati ni v uporabi načinov za preprečevanje razširjevanja glive. Nekatere netopirje vrste so doživele celo več kot 90% izgubo po zgolj petih letih, odkar se je bolezen prvič pojavila na njihovem območju.

## Vpliv
Od leta 2021 naj bi sindrom belega nosu povzročil vsaj od 5,7 do 6,7 milijonov netopirjih smrti v Severni Ameriki. Leta 2008 je v nekaterih jamah prišlo do več kot 90% pogina netopirjev. Od 2019 je sindrom negativno vplival na kar 13 severnoameriških vrst netopirjev. Od 2012 so štiri vrste doživele silovit upad populacij in za eno se je predvidelo njeno izumrtje.
Poleg samega vpliva na netopirje je sindrom belega nosu odgovoren za širše ekološke posledice. Leta 2008 so ocenili, da zaradi pogina tolikšnega števila netopirjev 1100 ton žuželk ne bo pojedenih in bodo povzročile ekonomsko škodo kmetijstvu. Netopirji so zelo pomembni kot plenilci nekaterih škodljivcev, ključni pa so tudi kot raznašalci semen in opraševalci.
| Severnoameriške vrste netopirjev s potrjenimi simptomi WNS: | Severnoameriške vrste netopirjev s potrjenimi simptomi WNS: | Severnoameriške vrste netopirjev s potrjenimi simptomi WNS: | Severnoameriške vrste netopirjev s potrjenimi simptomi WNS: |
| Slika                                                       | Znanstveno ime                                              | Areal                                                       | Varstveni status                                            |
| ----------------------------------------------------------- | ----------------------------------------------------------- | ----------------------------------------------------------- | ----------------------------------------------------------- |
|                                                             | Eptesicus fuscus                                            |                                                             | Najmanj ogrožena vrsta                                      |
|                                                             | Myotis austroriparius                                       |                                                             | Najmanj ogrožena vrsta                                      |
|                                                             | Myotis evotis                                               |                                                             | Najmanj ogrožena vrsta                                      |
|                                                             | Myotis grisescens                                           |                                                             | Ranljiva vrsta                                              |
|                                                             | Myotis leibii                                               |                                                             | Ogrožena vrsta                                              |
|                                                             | Myotis lucifugus                                            |                                                             | Ogrožena vrsta                                              |
|                                                             | Myotis septentrionalis                                      |                                                             | Potencialno ogrožena vrsta                                  |
|                                                             | Myotis sodalis                                              |                                                             | Najmanj ogrožena vrsta                                      |
|                                                             | Myotis thysanodes                                           |                                                             | Najmanj ogrožena vrsta                                      |
|                                                             | Myotis velifer                                              |                                                             | Najmanj ogrožena vrsta                                      |
|                                                             | Myotis volans                                               |                                                             | Najmanj ogrožena vrsta                                      |
|                                                             | Myotis yumanensis                                           |                                                             | Najmanj ogrožena vrsta                                      |
|                                                             | Perimyotis subflavus                                        |                                                             | Ranljiva vrsta                                              |

## Raziskave

### Vzrok
Gliva Pseudogymnoascus destructans je primarni vzrok za razvoj sindroma belega nosu. Je glivna vrsta s temperaturnim optimumom 4–15 °C in ne raste pri temperaturah nad 20 °C. Gliva je psihrofil (hladnoljuba vrsta). Zgodnje laboratorijske raziskave so jo uvrstile v rod Geomyces, kasnejša filogenetska vrednotenja pa so vodila v reklasifikacijo vrste v rod Pseudogymnoascus. Mikroskopske raziskave so pokazale, da gliva poseljujejo kožo netopirjev.
Vrsto so našli tudi na netopirjih v Evropi in Aziji, a na teh področjih neobičajno visoke smrtnosti ni. Genetske študije so pokazale, da je bila gliva v Evropi že dalj časa in je bila kasneje prenesena v Severno Ameriko kot nov (še nepoznan) patogen.

### Okužba
Laboratorijski eksperimenti kažejo, da je za prenos patogena potreben fizični stik dveh netopirjev, saj do infekcije med netopirjema, ki stika nista imela, ni prišlo. Gliva naj se ne bi bila zmožna prenašati preko zraka. Primarno se patogen prenaša med dvema netopirjema ali med okuženo jamo in netopirjem. Mogoče je, da so glivo v Severno Ameriko prinesli ljudje, saj se med Evropo in Severno Ameriko normalno ne seli nobena netopirja vrsta, gliva pa je bila prvič zapažena v New Yorku, ki velja za stičišče številnih globalnih poti.

#### Znaki obolenja
Karakteristični simptom sindroma belega nosu je tvorba belih glivnih izrastlin na oralnem predelu in membranah netopirjih prhuti. Gliva je zmožna na netopirjih bivati tudi brez povzročanja vidnejših znakov (to je vrstno specifično). Leta 2011 so postavili hipotezo, da naj bi bil glavni razlog za smrt netopirjev prehitra poraba maščobnih zalog, ki si jih živali nakopičijo za prezimovanje. Študija iz leta 2014 je pokazala, da so se netopirji zmožni učinkovito obraniti glivnega napada med sredino oktobra in majem, medtem ko njihova odpornost pade na zelo nizko raven, ko živali pričnejo s hibernacijo in upočasnijo presnovo, da tako prihranijo energijo. Znaki WNS vključujejo tudi nekatere vedenjske abnormalnosti, kot je denimo nenormalno pogosto in dolgo zbujanje iz stanja torporja. Ob vsakem vzletu netopirji porabljajo energijo. Če se to zgodi prevečkrat, lahko pride do končne porabe zalog in stradanja ter smrti. Nekateri netopirji v takšnem stanju zapustijo jame, da bi poiskali žuželčji plen, pri čemer tvegajo  izpostavljenost mrazu.

### Dekontaminacija
Gliva je bila najdena v vzorcih jamske prsti, kar kaže na to, da je mogoče njeno razširjanje z namernim in nenamernim raznosom prsti med jamami (recimo na človeških oblačilih). Jamske upravne službe in razne naravovarstvene organizacije že od 2008 naprošajo obiskovalce jam, da omejijo svoje aktivnosti v inficiranih jamah in dezinficirajo oblačila ter opremo, ki so jo uporabljali med obiskom inficirane jame. Novejši protokoli odsvetujejo dezinfekcijo in menijo, da je bolj učinkovito, če ljudje opremo zavržejo. V nekaterih primerih vstop v okužene jame ni mogoč.

### Zdravljenje
Študija iz leta 2019 je ugotovila, da netopirji, zdravljeni s Pseudomonas fluorescens, probiotično bakterijo, uporabljano tudi za hitridiomikozo, s petkrat večjo verjetnostjo preživijo posthibernacijski čas.